# Leviathan (альбом)
Leviathan — второй студийный альбом американской прогрессив-метал-группы Mastodon, вышедший 31 августа 2004 года на лейбле Relapse Records.

## Список композиций
Слова и музыка всех песен — Mastodon.
| №   | Название                                | Длительность |
| --- | --------------------------------------- | ------------ |
| 1.  | «Blood and Thunder» (Feat. Neil Fallon) | 3:49         |
| 2.  | «I Am Ahab»                             | 2:45         |
| 3.  | «Seabeast»                              | 4:15         |
| 4.  | «Island»                                | 3:27         |
| 5.  | «Iron Tusk»                             | 3:03         |
| 6.  | «Megalodon»                             | 4:22         |
| 7.  | «Naked Burn»                            | 3:43         |
| 8.  | «Aqua Dementia» (Feat. Scott Kelly)     | 4:12         |
| 9.  | «Hearts Alive»                          | 13:39        |
| 10. | «Joseph Merrick»                        | 3:33         |

| №  | Название                                               | Длительность |
| -- | ------------------------------------------------------ | ------------ |
| 1. | «Naked Burn» (5.1 Surround Sound)                      |              |
| 2. | «Aqua Dementia» (5.1 Surround Sound)                   |              |
| 3. | «Hearts Alive» (5.1 Surround Sound)                    |              |
| 4. | «Where Strides the Behemoth» (Live)                    |              |
| 5. | «Battle at Sea» (Live)                                 |              |
| 6. | «Thank You for This / We Built This Come Death» (Live) |              |
| 7. | «Crusher Destroyer» (Live)                             |              |

## Участники записи

### Группа
- Брент Хайндс — гитара, вокал
- Билл Келлихер — гитара
- Трой Сэндерс — бас, вокал
- Брэнн Дэйлор — ударные

### Приглашённые музыканты
- Скотт Келли (Scott Kelly) (Neurosis) — вокал на «Aqua Dementia»
- Нил Фэллон (Neil Fallon) (Clutch) — вокал на «Blood and Thunder»
- Мэтт Бейлс (Matt Bayles) — орган на «Joseph Merrick»
- Фил Петерсон (Phil Peterson) — виолончель on «Aqua Dementia»